# Jamie Greubel Poser
Jamie Greubel Poser (* 9. November 1983 in Princeton, New Jersey als Jamie Greubel) ist eine US-amerikanische Bobsportlerin.

## Werdegang
Jamie Greubel wurde in Princeton (New Jersey) geboren und wuchs in Newtown (Pennsylvania) auf. Während ihres Studiums an der Cornell University war sie Mitglied der Leichtathletik-Auswahl und bestritt Wettkämpfe im Sieben- und Fünfkampf. Über ihren dortigen Teamkollegen Ethan Albrecht-Carrie stieß sie 2007 zum Bobsport.
In der Saison 2008/09 startete Greubel als Anschieberin für Phoebe Burns zunächst im America’s Cup, in dem sie zwei Rennen gewinnen konnten, und gab im Februar 2009 in Park City ihr Weltcup-Debüt. Im April 2009 versuchte sie sich erstmals als Pilotin und startete gemeinsam mit ihrer Cousine Amy Greubel beim America’s Cup in Lake Placid.
Im November 2010 gelang ihr beim America’s Cup in Calgary gemeinsam mit Katie Stoever ihre erste Podestplatzierung als Pilotin. Beim Mannschaftswettbewerb von Calgary wurde sie anschließend erstmals als Pilotin im Weltcup eingesetzt. In den folgenden Wintern startete sie hauptsächlich im Nordamerika- und Europacup, ehe sie sich ab 2012 im Weltcup etablieren konnte. Beim Weltcup 2012 in La Plagne fuhr sie mit Emily Azevedo auf den zweiten Rang und damit erstmals auf das Podest. Im Endklassement für die Saison belegte sie den zehnten Platz.
In der Saison 2013/14 konnte Greubel in sieben von acht Rennen unter die besten vier fahren und feierte dabei in Igls mit Anschieberin Lauryn Williams ihren ersten Weltcup-Sieg. In der Gesamtwertung belegte sie am Ende den dritten Platz hinter Kaillie Humphries und Elana Meyers. Bei den Olympischen Spielen 2014 in Sotschi gewann sie zusammen mit Aja Evans ebenfalls hinter Humphries und Meyers die Bronzemedaille.
Im Sommer 2014 heiratete Jamie Greubel den deutschen Bobsportler Christian Poser und startet seither unter dem Namen Jamie Greubel Poser. Im Weltcup 2014/15 erreichte sie einen zweiten sowie vier dritte Ränge, blieb in Königssee nach einem Sturz jedoch ohne Punkte und belegte in der Gesamtwertung den sechsten Platz. Bei der Bob-Weltmeisterschaft 2015 in Winterberg wurde sie Fünfte im Zweierbob und Siebte im Teamwettbewerb. In der Saison 2015/16 feierte sie in Winterberg und Lake Placid mit Cherrelle Garrett weitere Siege im Weltcup und belegte am Ende der Saison nach sechs Podestplätzen in acht Rennen den zweiten Rang im Gesamtweltcup. Bei der Weltmeisterschaft 2016 wurde sie im Zweier erneut Fünfte und im Mannschaftswettbewerb Sechste.

## Erfolge

### Weltcupsiege
Zweierbob Damen
| Nr. | Datum         | Ort            | Bahn                        |
| --- | ------------- | -------------- | --------------------------- |
| 1.  | 19. Jan. 2014 | Innsbruck-Igls | Olympia Eiskanal Igls       |
| 2.  | 5. Dez. 2015  | Winterberg     | Bobbahn Winterberg          |
| 3.  | 8. Jan. 2016  | Lake Placid    | Olympia-Bobbahn Lake Placid |
| 4.  | 16. Dez. 2016 | Lake Placid    | Olympia-Bobbahn Lake Placid |
| 5.  | 18. März 2017 | Pyeongchang    | Olympic Sliding Centre      |
| 6.  | 18. Nov. 2017 | Park City      | Bobbahn Park City           |